# ニュー・サウス・ウェールズ州立美術館
ニューサウスウェールズ州立美術館（-しゅうりつびじゅつかん、Art Gallery of New South Wales 略称：AGNSW）は、オーストラリア連邦ニューサウスウェールズ州シドニーのザ・ドメインにある、シドニー市内で最も重要な公立美術館であり、ビクトリア国立美術館に続きオーストラリアで2番目の大きさを誇っている。

## 概要
2003年にはアジア・ギャラリーがオープンした。

## コレクション
アボリジニ・アートや現代オーストラリアの芸術品のみならず、フレデリック・レイトンといったイギリスの芸術家の作品や、イタリアからはカナレットやアーニョロ・ブロンズィーノ、フランドルからピーテル・パウル・ルーベンス、近代ヨーロッパからはパブロ・ピカソ、ピエール・ボナール、クロード・モネ、カミーユ・ピサロ、オーギュスト・ロダン、アルベルト・ジャコメッティなどの作品を収蔵している。
オーストラリアの美術作品としては、19世紀の画家として、ジョン・グローバー、アーサー・ストリートン、ジョン・ピーター・ラッセル、トム・ロバーツ、デイヴィッド・デイヴィス、チャールズ・コンダー、ウィリアム・ピゲニット、E・フィリップス・フォックス、フレデリック・マッカビン、シドニー・ロング、ジョージ・ワシントン・ランバートといった画家の作品がコレクションされている。20世紀のオーストラリアの画家としては、アーサー・ボイド、らの作品がコレクションされており、1973年にウィリアム・スプラットが編集した書籍、『オーストリア絵画の代表作100選』("100 Masterpieces of Australian Painting")に選ばれた作品のうち44点がニュー・サウス・ウェールズ州立美術館に収蔵されている。

### 主なコレクション

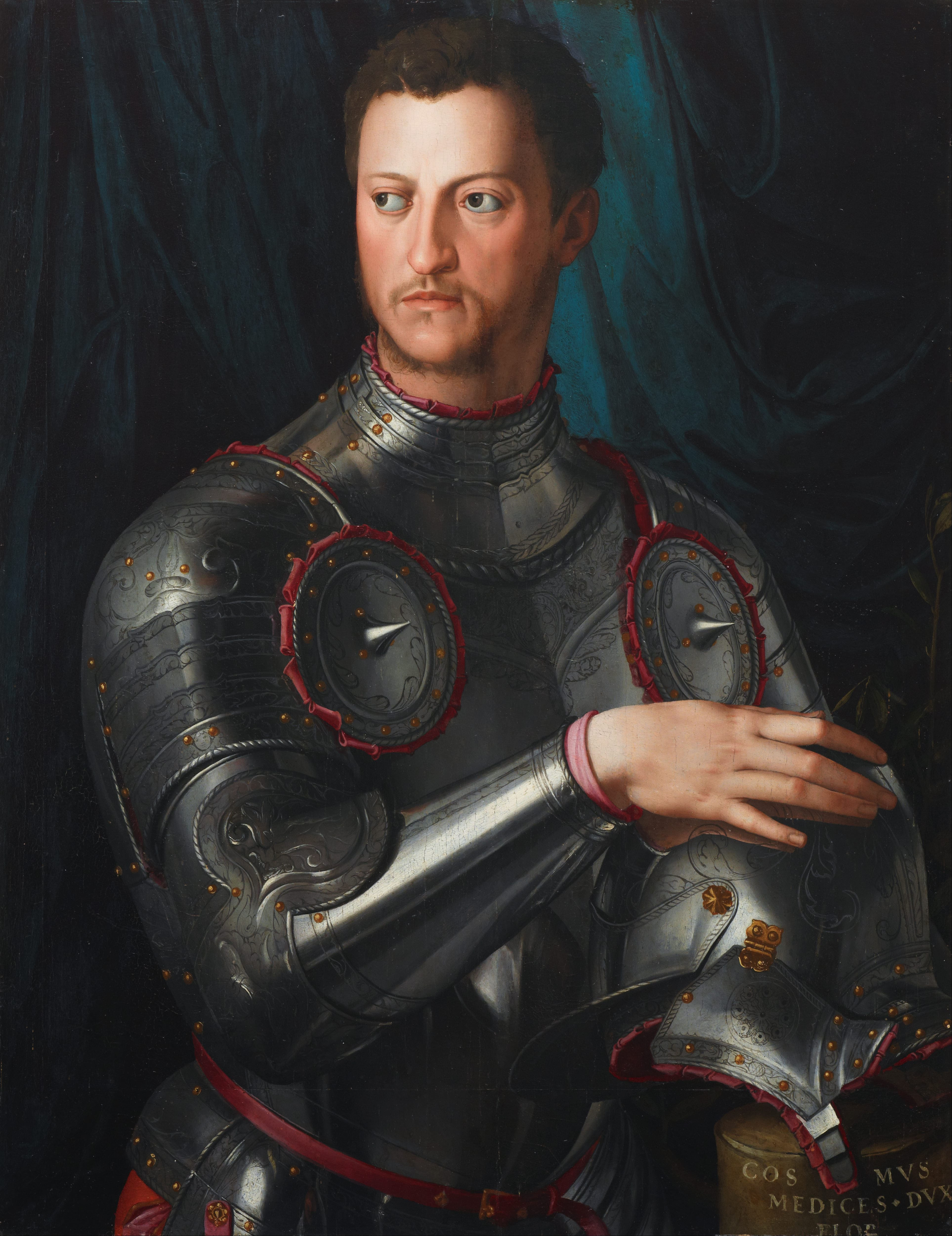
(画)アーニョロ・ブロンズィーノ "Cosimo I de' Medici in armour"(c.1545)
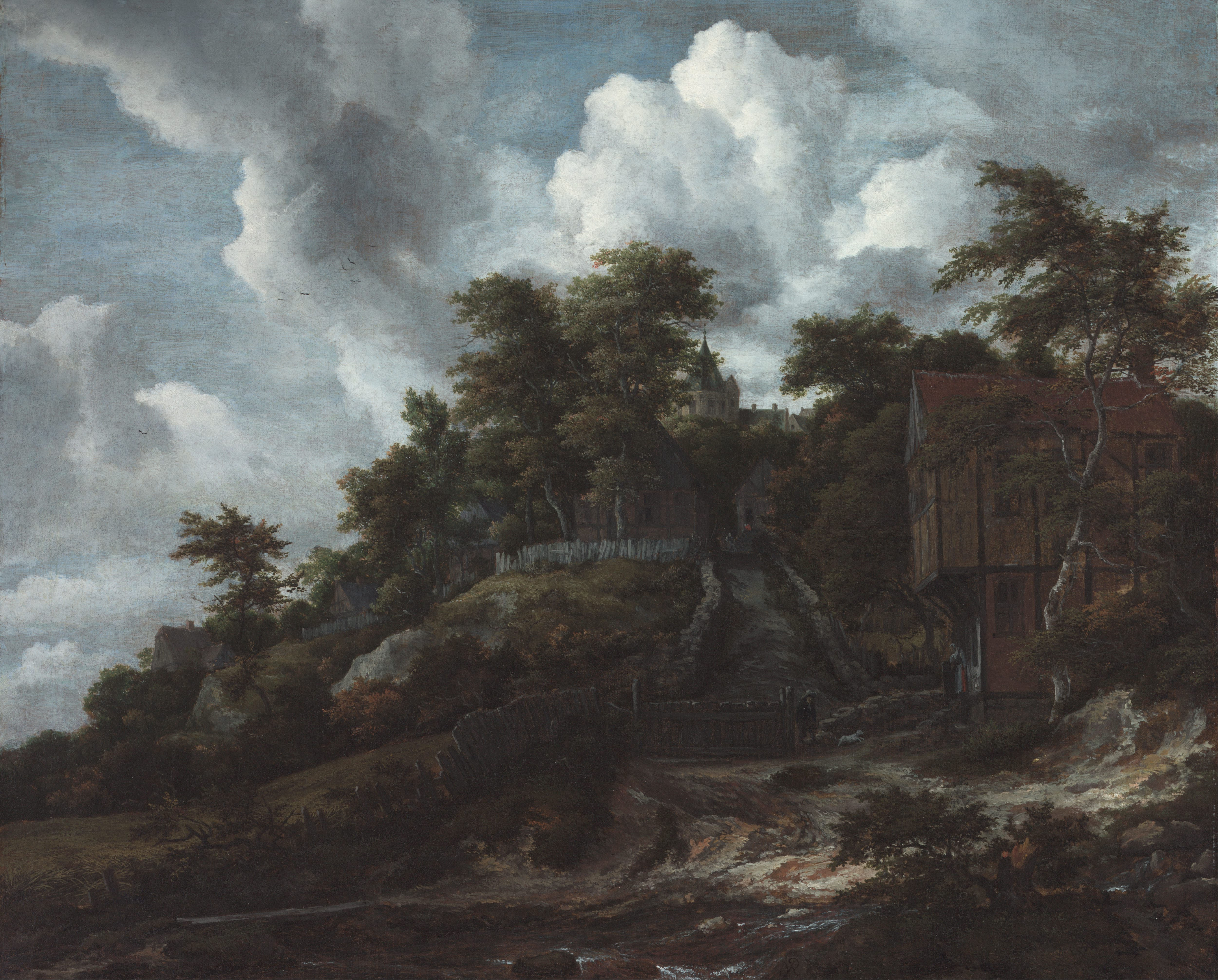
(画)ヤーコプ・ファン・ロイスダール " view of Bentheim Castler"(1655/1660)
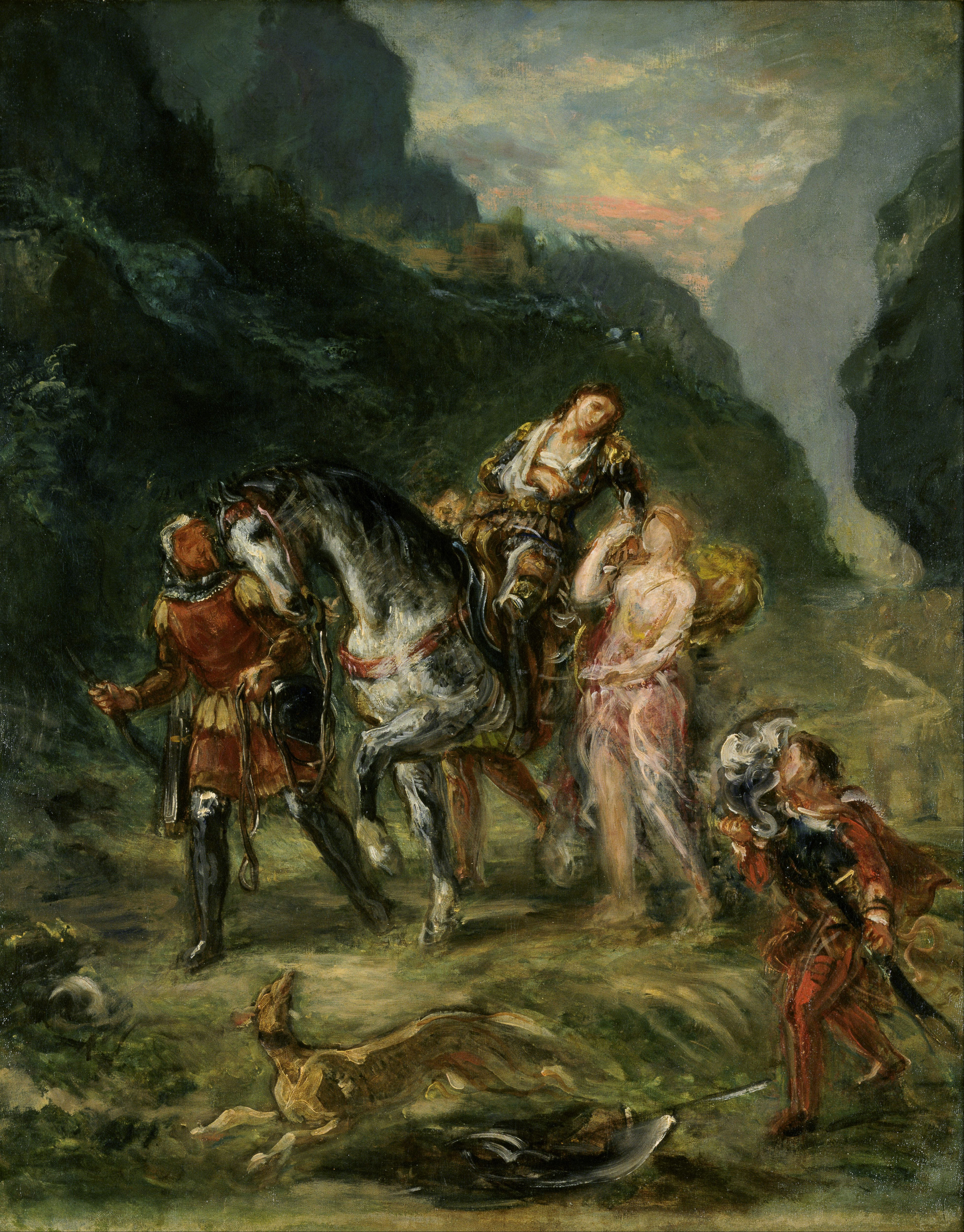
(画)ウジェーヌ・ドラクロワ "Angelica and the wounded Medoro"(c.1860)
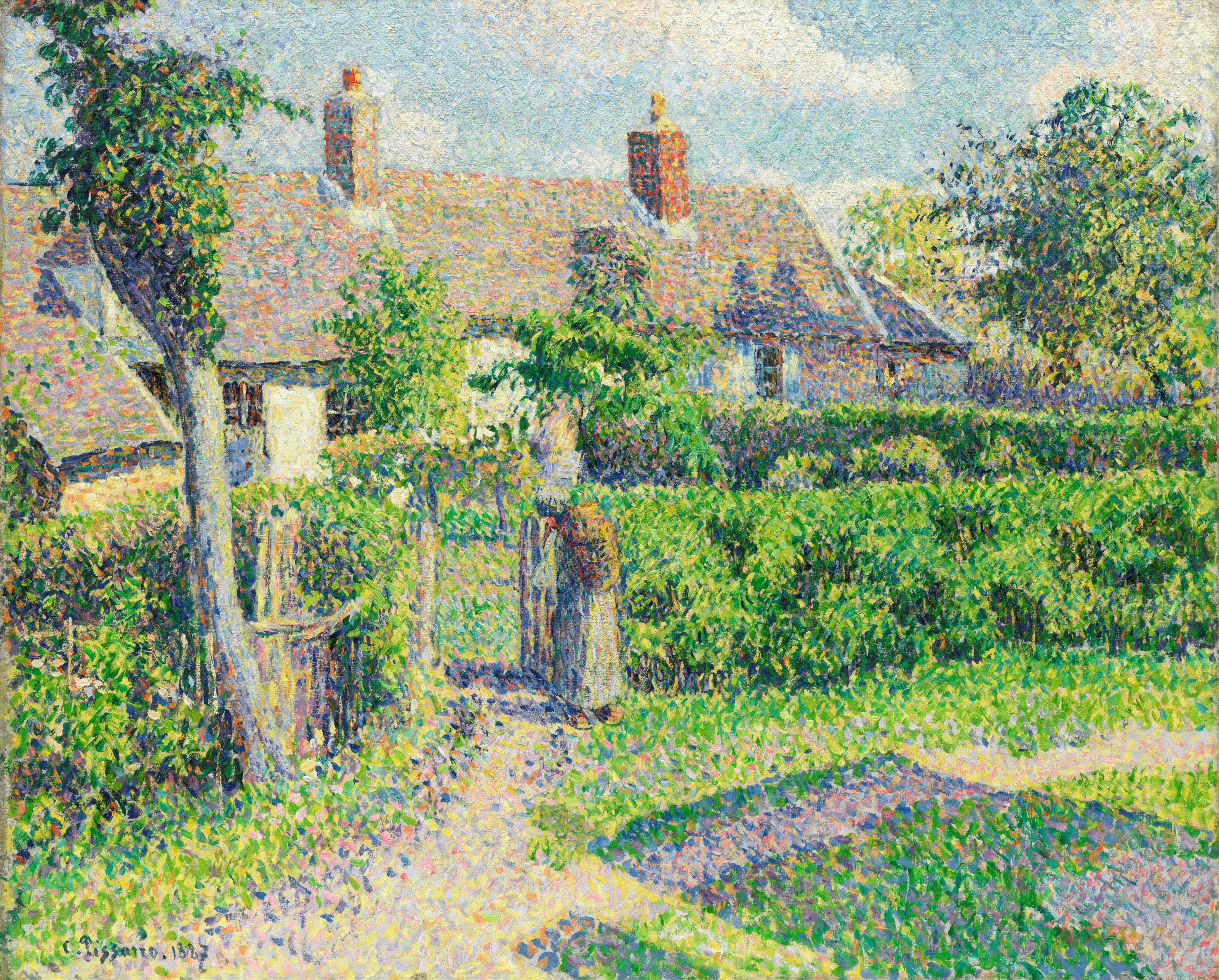
(画)カミーユ・ピサロ "Peasants' houses, Eragnyr"(1887)
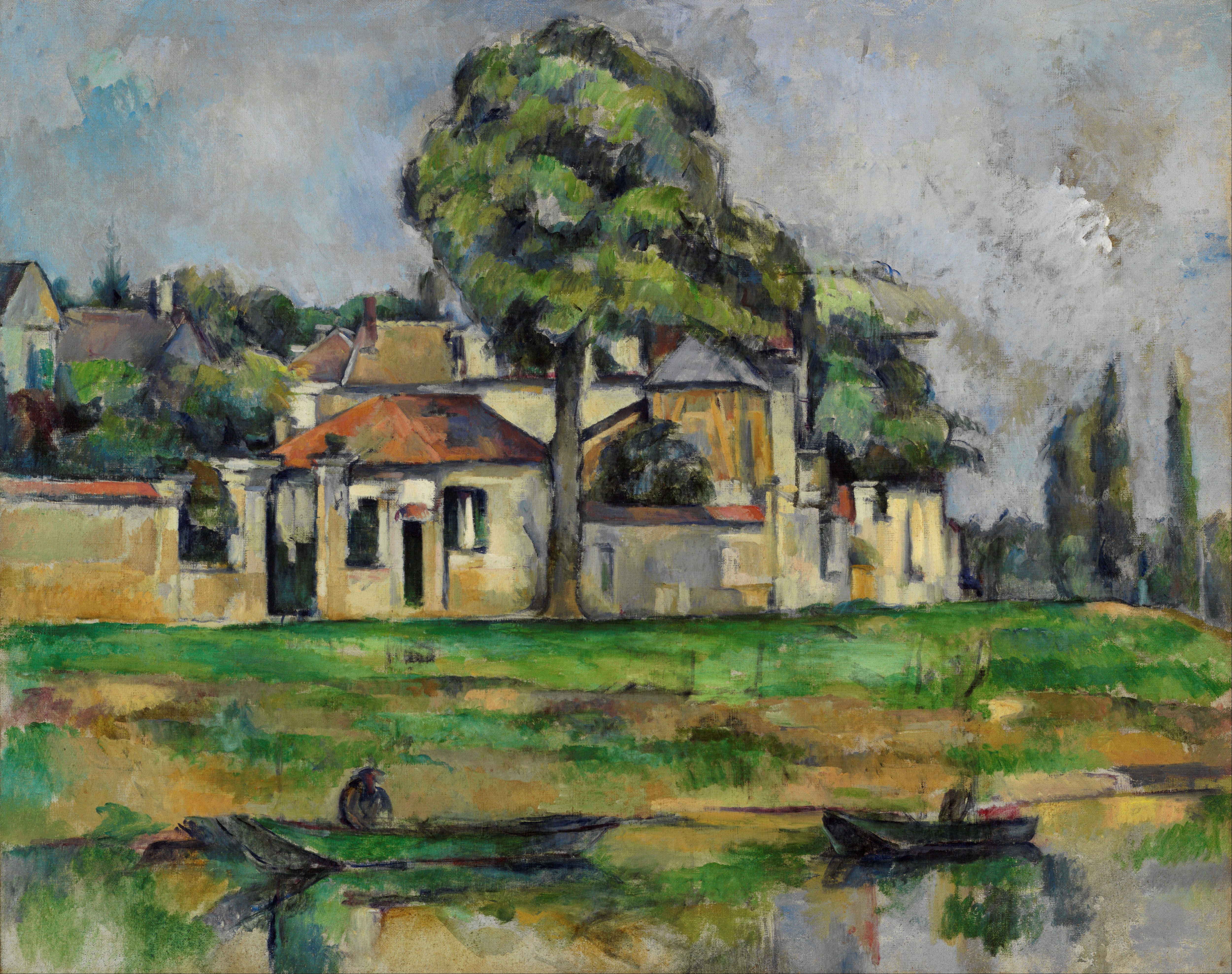
(画)ポール・セザンヌ " Banks of the Marne"(c.1888)
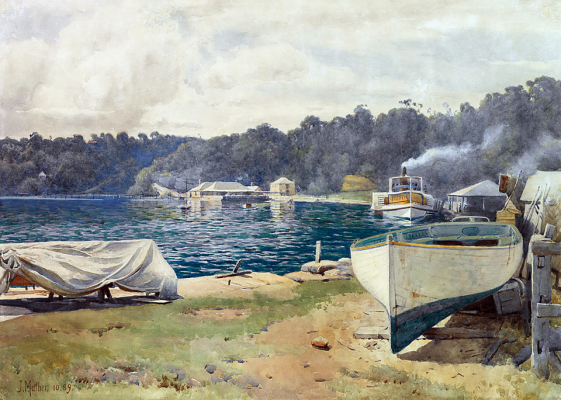
(画)ジョン・マザー "Mosmans Bay"(1889)
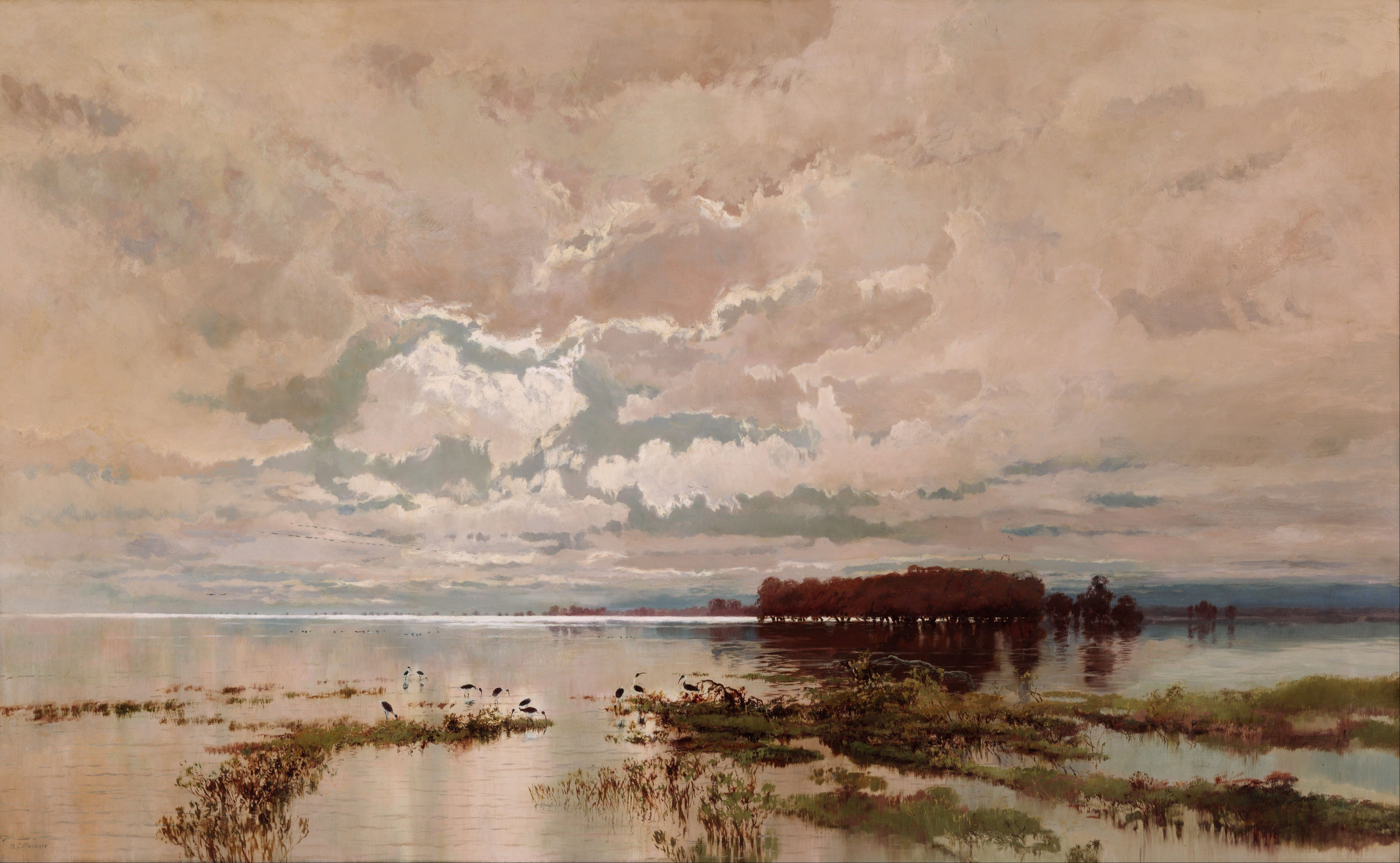
(画)ウィリアム・ピゲニット "The flood in the Darling"(1895)
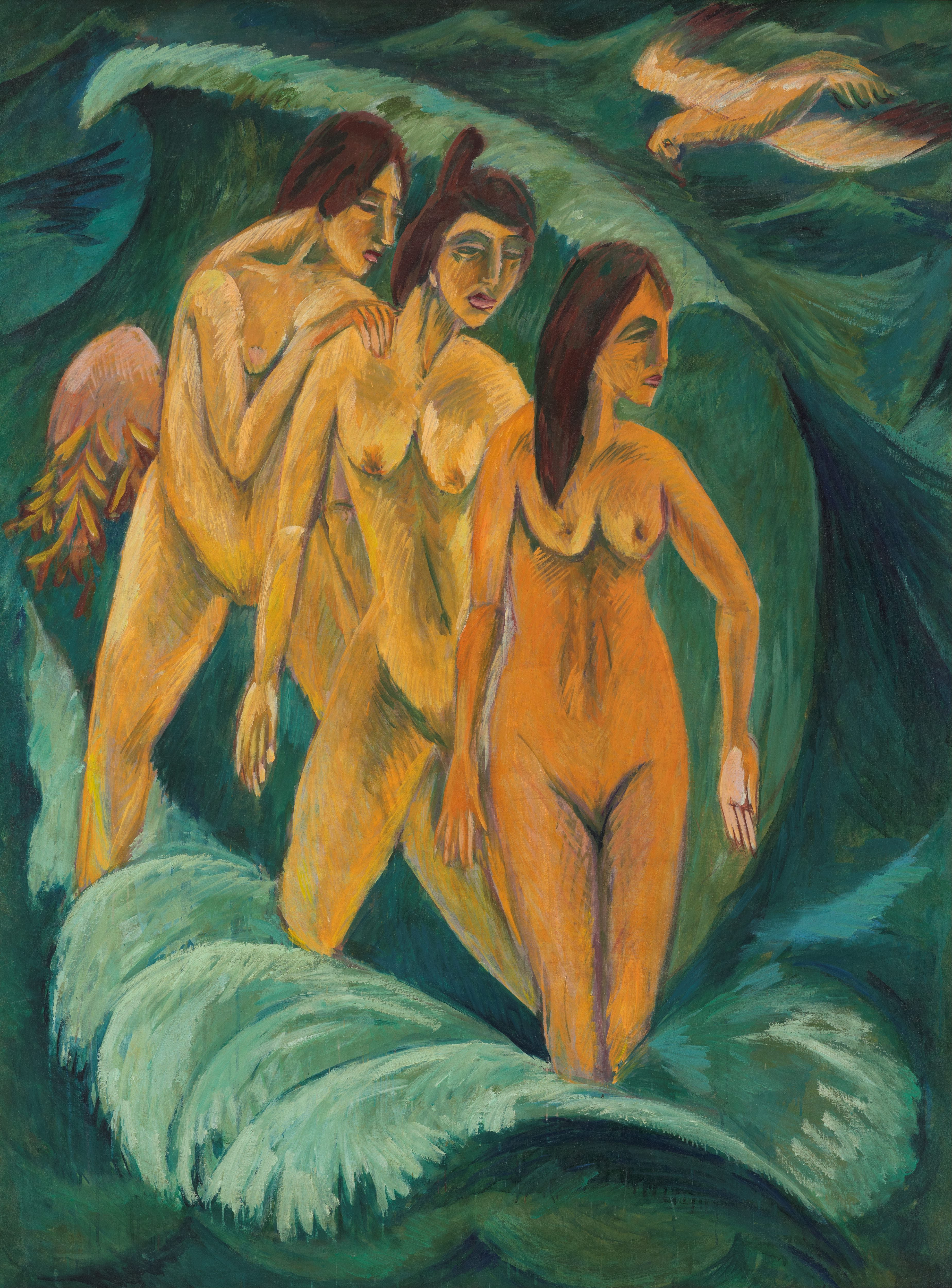
(画)エルンスト・ルートヴィヒ・キルヒナー " Three Bathers"(1913)